# Armeniaca sibirica
Armeniaca sibirica là loài thực vật có hoa trong họ Hoa hồng. Loài này được (L.) Lam. mô tả khoa học đầu tiên năm 1783.